# Susan Luckey
Susan Luckey (* 4. April 1938 in Los Angeles, Kalifornien; † 29. November 2012 ebenda) war eine US-amerikanische Schauspielerin.

## Leben
Luckey wurde als Suzanne Douglas in Los Angeles, im Stadtteil Hollywood, geboren. Sie trat als Theaterschauspielerin und Musicaldarstellerin in der Saison 1954/55 am Broadway in dem Musical Peter Pan (Text: Carolyn Leigh; Musik: Mark Charlap und Jules Styne) und in der Saison 1959/60 in dem Musical Take Me Along von Bob Merrill (1921–1998) auf.
1954 begann Luckey ihre Filmkarriere mit einer kleinen Rolle in der Filmkomödie Tief in meinem Herzen, einer Filmbiografie über den Komponisten Sigmund Romberg. Luckey wurde jedoch in den Credits nicht erwähnt. Zwei Töchter-Rollen im US-amerikanischen Kino brachten ihr Bekanntheit ein. Luckey hatte eine Hauptrolle als Billy Bigelow’s Tochter Louise in dem Filmmusical Karussell (1956); ihr Filmvater war Gordon MacRae. In dem Filmmusical The Music Man (1962) spielte sie die Rolle der Zaneeta Shin; sie verkörperte darin die Tochter des Bürgermeisters Shinn (gespielt von Paul Ford).
1957 war sie in einer Fernsehverfilmung des Musicals Annie Get Your Gun als Winnie Tate, dem weiblichen Part des zweiten Liebespaares, zu sehen. In dem Musical Step Out of Your Mind (1966) hatte sie eine Nebenrolle.
Außerdem hatte sie Gastrollen in den US-Fernsehserien The George Burns Show and Gracie Allen Show (1956) und Telephone Time (1956/1957).
In den 1970er und 1980er Jahren übernahm sie verschiedene Fernsehrollen. Anfang 2004 zog sie sich von der Schauspielerei zurück.

## Privates
Luckey war ab 1964 bis zu seinem Tod mit dem Schauspieler Larry Douglas verheiratet. Douglas starb 1996. Aus der Ehe ging eine Tochter hervor, Shayna Douglas. Luckey starb im Alter von 74 Jahren in ihrem Haus in Los Angeles.

## Filmografie (Auswahl)
- 1954: Tief in meinem Herzen (Deep in My Heart)
- 1956: Karussell (Carousel)
- 1956: Moderne Jugend (Teenage Rebel)
- 1956: The George Burns and Gracie Allen Show (Fernsehserie, 2 Folgen)
- 1956, 1957: Telephone Time (Fernsehserie, 2 Folgen)
- 1957: Annie Get Your Gun (Fernsehfilm)
- 1962: Music Man (The Music Man)
- 1966: Step Out of Your Mind